# Bildtafel der Strassensignale in der Schweiz und in Liechtenstein von 1963 bis 1979
Die Bildtafel der Strassensignale in der Schweiz und in Liechtenstein von 1963 bis 1979 zeigt die Signale, wie sie in der Verordnung über die Strassensignalisation vom 31. Mai 1963 (Schweiz) bzw. in der Verordnung vom 5. August 1963 zum Gesetz über den Strassenverkehr (Liechtenstein) festgelegt worden sind. Dieser Signalisationskatalog löste auf den 1. Dezember 1963 den alten Katalog von 1932 ab. Gültig war dieser Katalog bis zur Novelle der Verordnung auf den 1. Januar 1980 (vgl. Bildtafel der Strassensignale von 1980 bis 2016).
Im Vergleich zum alten Katalog wurden sehr viele neue Signale in die Verordnung übernommen, es handelt sich dabei aber nicht alles um Neuerungen, es wurden auch bereits aus Weisungen und Kreisschreiben bekannte Signale in die Verordnung übernommen.
Die damaligen Abbildungen entsprachen – mit Ausnahme der Autobahn- und Autostrassensignalen – grössenteils den heutigen Abbildungen. Als Schriftart wird seit 1972 die vom Verein Schweizer Strassenfachmänner (heute Schweizerischer Verband der Strassen- und Verkehrsfachleute) entwickelte SNV-Schriftart verwendet.

## Signalisationskatalog, Stand 1963
Farbgebung gemäss Liechtensteinisches Landesgesetzblatt, 1978 Nr. 22: Verordnung vom 29. August 1978 über die Strassensignalisation (SSV) Die Schweiz und Liechtenstein besitzen mit einigen Ausnahmen dieselbe Strassensignalisation. Ausnahmen sind als solche gekennzeichnet.

### 1. Gefahrensignale

Gefahrensignale
101 Rechtskurve
102 Linkskurve
103 Doppelkurve nach rechts beginnend
104 Doppelkurve nach links beginnend
105 Schleudergefahr
106 Querrinne
107 Engpass
108 Verengung rechts
109 Verengung links
110 Gefährliches Gefälle
111 Starke Steigung
112 Tunnel
113 Arbeiten
114 Kreuzung
115 Kreuzung mit Strasse ohne Vortritt
116 Kein Vortritt
117 Einmündung rechts (nur Schweiz)
118 Einmündung links (nur Schweiz)
119 Schranke
120 Bahnübergang ohne Schranken
121 Tram
122 Fussgänger
123 Kinder
124 Tiere
125 Gegenverkehr
126 Lichtsignal
127 Flugzeuge
128 Seitenwind
129 Andere Gefahren
130 Wechselblinklichter
131 Einfaches Blinklicht
132 Andreaskreuz bei Bahnübergang mit einem Geleise
133 Andreaskreuz bei Bahnübergang mit mehreren Geleisen
134 Andreaskreuz bei Bahnübergang mit mehreren Geleisen
135 Distanzbaken

### 2. Vorschriftssignale

Vorschriftssignale
201 Allgemeines Fahrverbot in beiden Richtungen
202 Verbotene Fahrtrichtung
203 Verbot für Motorwagen
204 Verbot für Motorräder
205 Verbot für schwere Lastwagen
206 Verbot für schwere Gesellschaftswagen
207 Verbot für Anhänger
209 Verbot für Radfahrer
210 Verbot für Motorfahrräder
211 Verbot für Tiere
203,204 Fahrverbot für Motorfahrzeuge
212 Höchstgewicht
213 Achsdruck
214 Höchstbreite
215 Höchsthöhe
216 Höchstgeschwindigkeit
217 Stopsignal
218 Fahrtrichtung links
219 Hindernis rechts umfahren
220 Hindernis links umfahren
221 Rechtsabbiegen
222 Linksabbiegen
223 Abbiegen nach rechts verboten
224 Abbiegen nach links verboten
225 Überholen verboten
226 Überholen für Lastwagen verboten
227 Kreuzen verboten
228 Wenden verboten
229 Schneeketten obligatorisch
230 Halten verboten
231 Parkieren verboten
232 Zollhaltestelle
234 Radweg
235 Fussweg
236 Reitweg
237 Ende der Höchstgeschwindigkeit
238 Ende des Überholverbotes
239 Ende des Überholverbotes für Lastwagen
240 Freie Fahrt

### 3. Hinweissignale
Bis 1971 wurde keine gesonderte Farbe für Autostrassen oder Autobahnen definiert, seither ist explizit grün definiert.
Liechtenstein enthält die Bildtafeln für 301–304, 317 und 350–353 (Autobahnen und Autostrassen) nicht, da Liechtenstein keine eigenen Autobahnen und Autostrassen unterhält. Die in diesen Hinweissignalen zu Illustrationszwecken angegebenen Ortsangaben entstammen der Schweizer Signalisationsverordnung. Die Liechtensteinische Strassensignalisationsverordnung nutzt für Nahziele  liechtensteinische, für Fernziele dagegen grenznahe österreichische und Schweizer Ortschaften.

Hinweissignale
301 Autobahn (nur Schweiz)
302 Ende der Autobahn (nur Schweiz)
303 Autostrasse (nur Schweiz)
304 Ende der Autostrasse (nur Schweiz)
305 Bergpoststrasse
306 Ende der Bergpoststrasse
307 Hauptstrasse
308 Ende der Hauptstrasse
309 Einmündung ohne Vortritt (nur Schweiz)
310 Vortritt vor dem Gegenverkehr
311 Spital
312 Fussgängerstreifen
313 Unter- oder Oberführung
314 Einbahnstrasse
315 Sackgasse
316 Ausstellplatz
317 Kriechspur (nur Schweiz)
318 Parkieren gestattet
319 Parkieren mit Parkscheibe
320 Ende des Parkierens mit Parkscheibe
321 Parkplatz mit Parkuhr
322 Halteverbot mit Ausnahmen
323 Entfernung und Richtung eines Parkplatzes
324 Voranzeige für Umleitung des Schwerverkehrs
331 Ortsbeginn auf Hauptstrassen (Schweiz)
331 Ortsbeginn auf Hauptstrassen (Liechtenstein)
332 Ortsende auf Hauptstrassen (Schweiz)
332 Ortsende auf Hauptstrassen (Liechtenstein)
333 Ortsbeginn auf Nebenstrassen (Schweiz)
333 Ortsbeginn auf Nebenstrassen (Liechtenstein)
334 Ortsende auf Nebenstrassen (Schweiz)
334 Ortsende auf Nebenstrassen (Liechtenstein)
335 Wegweiser für Hauptstrassen
336 Wegweiser für Nebenstrassen
337 Wegweiser in Tabellenform
338 Vorwegweiser
339 Fahrstreifentafel
340 Einspurtafel
341 Wegweiser «Schwerverkehr»
342 Wegweiser «Parkplatz»
343 Wegweiser «Zeltplatz»
344 Vorwegweiser mit Anzeige von Beschränkungen
345 Vorwegweiser für Umleitungen
346 Umleitungstafel
347 Abzweigungstafel
348 Nummerntafeln für Europastrassen
349 Nummerntafel für Hauptstrassen
350 Wegweisertafel auf Autobahnen und Autostrassen (nur Schweiz)
351 Ausfahrttafel (nur Schweiz)
352 Trennungstafel (nur Schweiz)
353 Bestätigungstafel (nur Schweiz)
361 Strassenzustand
362 Vororientierung über den Strassenzustand (nur Schweiz)
363 Zeltplatz
364 Telephon
365 Erste Hilfe
366 Pannenhilfe
367 Tankstelle
368 Hotel-Motel
369 Restaurant
381 Richtung der Hauptstrasse
382 Blinklicht
383 Schwere Motorwagen
384 Ausnahmen vom Halteverbot
385 Distanztafel
386 Länge der Strecke
387 Fahrbahnbreite
388 Richtungstafel
389 Anzeige von Entfernung und Richtung
390 Wiederholungstafel
391 Anfangstafel
392 Endetafel

### 4. Markierungen
Auf 1963 neu wurden die Markierungen aufgeführt. Während viele Markierungen schon vorher bekannt waren, wurden neu Farbmarken und Streifringe eingeführt. Begründet wurde das wie folgt:

«Farbmarken am Trottoir und Streifringe an Kandelabern usw. stellen Neuerungen dar, die in den internationalen Vereinbarungen nicht vorgesehen sind, aber in angelsächsischen Ländern mit Erfolg angewendet werden. Wenn sich die Lösung auch bei uns bewährt, können viele Signale für den ruhenden Verkehr beseitigt bzw. eingespart werden.»

Streifringe konnten dabei an Masten, Pfosten oder Bäumen angebracht werden.
Die Neuerung scheint sich nicht bewährt zu haben, jedenfalls wurden die Bestimmungen hierzu bei der nächsten Novelle der Strassensignalisationsverordnung von 1979 wieder entfernt.

Markierungen
401 Sicherheitslinie
402 Doppelte Sicherheitslinie (nur Schweiz) & 403 Leitlinie
404 Voranzeige der Sicherheitslinie
405 Doppellinie
406 Einspurpfeile
407 Fahrstreifenwechsel
408 Längsstreifen für Fussgänger
409 Randlinie, 410 Begrenzungslinie
411 Fussgängerstreifen & 412 Halteverbotslinie
413 Haltelinie & 414 Stopstrasse
415 Zickzacklinie
416 Parkverbotslinie
417 Parkverbotsfeld
418 Parkverbot auf Trottoir
419 Farbmarken auf dem Randstein (Halteverbot)
419 Farbmarken auf dem Randstein (Parkverbot)
419 Farbmarken auf dem Randstein (Parkieren erlaubt)
420 Streifringe (Halteverbot)
420 Streifringe (Parkverbot)
420 Streifringe (Parkieren erlaubt)
421 Rückstrahler am Fahrbahnrand, links
421 Rückstrahler am Fahrbahnrand, rechts

## Signale, die 1963 neu hinzukamen oder angepasst worden sind
Mit der Einführung der Verordnung über die Strassensignalisation vom 31. Mai 1963, welche auf den 1. Dezember 1963 gültig war, wurden folgende Signale neu eingeführt oder angepasst:

### Neu eingeführte Signale
Einige Signale waren per 1963 nicht ganz neu oder unbekannt gewesen, viel mehr fanden sie zu diesem Zeitpunkt Eingang in die neue Signalisationsverordnung. Dies betraf insbesondere Variationen bekannter Signale. Dazu gehören beispielsweise die Verbote für bestimmte Fahrzeuge wie Lastwagen oder Motorfahrräder (205 bis 207 sowie 210), die eigentlich nur Varianten der Signale des Verbots für Motorwagen (203) oder Motorräder (204) darstellen. Wegweisertafeln, bestimmte Hinweistafeln oder Zusatztafeln waren auch schon vorher bekannt, werden nun aber in der Verordnung geregelt.
Die Andreaskreuze und die Distanzbalken wurden bereits in der Verordnung betreffend den Abschluss und die Signalisierung der Niveaukreuzungen der Eisenbahnen mit öffentlichen Strassen und Wegen vom 7. Mai 1929 geregelt.

Auf den 1. Dezember 1963 neu eingeführte Signale
112 Tunnel
121 Tram
125 Gegenverkehr
128 Seitenwind
205 Verbot für schwere Lastwagen
206 Verbot für schwere Gesellschaftswagen
207 Verbot für Anhänger
210 Verbot für Motorfahrräder
211 Verbot für Tiere
213 Achsdruck
221 Rechtsabbiegen
222 Linksabbiegen
226 Überholen für Lastwagen verboten
227 Kreuzen verboten
228 Wenden verboten
230 Halten verboten
235 Fussweg
236 Reitweg
239 Ende des Überholverbotes für Lastwagen
240 Freie Fahrt
301 Autobahn (nur Schweiz)
302 Ende der Autobahn (nur Schweiz)
303 Autostrasse (nur Schweiz)
304 Ende der Autostrasse (nur Schweiz)
307 Hauptstrasse
308 Ende der Hauptstrasse
309 Einmündung ohne Vortritt (nur Schweiz)
310 Vortritt vor dem Gegenverkehr
312 Fussgängerstreifen
313 Unter- oder Oberführung
314 Einbahnstrasse
315 Sackgasse
316 Ausstellplatz
317 Kriechspur (nur Schweiz)
319 Parkieren mit Parkscheibe
320 Ende des Parkierens mit Parkscheibe
321 Parkplatz mit Parkuhr
323 Entfernung und Richtung eines Parkplatzes
324 Voranzeige für Umleitung des Schwerverkehrs
333 Ortsbeginn auf Nebenstrassen (Schweiz)
333 Ortsbeginn auf Nebenstrassen (Liechtenstein)
334 Ortsende auf Nebenstrassen (Schweiz)
334 Ortsende auf Nebenstrassen (Liechtenstein)
337 Wegweiser in Tabellenform
339 Fahrstreifentafel
340 Einspurtafel
341 Wegweiser «Schwerverkehr»
342 Wegweiser «Parkplatz»
343 Wegweiser «Zeltplatz»
344 Vorwegweiser mit Anzeige von Beschränkungen
345 Vorwegweiser für Umleitungen
346 Umleitungstafel
347 Abzweigungstafel
348 Nummerntafeln für Europastrassen
350 Wegweisertafel auf Autobahnen und Autostrassen (nur Schweiz)
351 Ausfahrttafel (nur Schweiz)
352 Trennungstafel (nur Schweiz)
363 Zeltplatz
364 Telephon
365 Erste Hilfe
366 Pannenhilfe
367 Tankstelle
368 Hotel-Motel
369 Restaurant
381 Richtung der Hauptstrasse
382 Blinklicht
383 Schwere Motorwagen
384 Ausnahmen vom Halteverbot
389 Anzeige von Entfernung und Richtung
390 Wiederholungstafel
391 Anfangstafel
392 Endetafel

### Angepasste Signale
Folgende Signale wurden in ihrem Aussehen angepasst:

Auf den 1. Dezember 1963 angepasste Signale
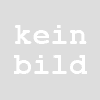
Lichtsignal (alt)
126 Lichtsignal (neu)
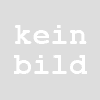
Flugzeuge (alt)
127 Flugzeuge (neu)
Nr. 6: Gefahren (alt)
129 Andere Gefahren (neu)
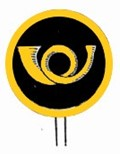
Beginn Bergpoststrasse (alt)
305 Bergpoststrasse (neu)
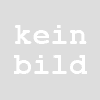
Ende Bergpoststrasse (alt)
306 Ende der Bergpoststrasse (neu)

## Nachträgliche Änderungen und Ergänzungen zu den Strassensignalen

### 1. Juli 1966 (AS 1966 764)
Folgende Autobahn- und Autostrassensignale wurden auf den 1. Juli 1966 mit dem Bundesratsbeschluss betreffend Änderung der Verordnung über die Strassensignalisation vom 31. Mai 1966 in der Schweiz neu eingeführt beziehungsweise aufgehoben:

#### Aufgehobenes Signal

Auf den 1. Juli 1966 aufgehobenes Signal
350 Wegweisertafel auf Autobahnen und Autostrassen

#### Neu eingeführte Signale
Die neu eingeführten Signale hatten nur bis 1971 Gültigkeit.

Auf den 1. Juli 1966 neu eingeführte Signale
354 Ankündigungstafel auf Autobahnen und Autostrassen
355 Vorwegweiser auf Autobahnen und Autostrassen
356 Wegweiser auf Autobahnen und Autostrassen

Die Signale 351, 354–356 wurden vor Ausfahrten verwendet. Bei unübersichtlichen Ausfahrten in Linkskurven konnte die Ausfahrtstafel (351) durch die Trennungstafel (352) ersetzt werden. Bei Gabelungen ist stattdessen die Fahrstreifentafel (339) und die Trennungstafel (352) zu verwenden. Die Tafel 351 darf unten den Zusatz «Ausfahrt» haben.

### 1. Januar 1972 (AS 1971 1876)
Seit dem 1. Januar 1972 ist in der Schweiz Grün die Signalfarbe für Autobahnen und Autostrassen.
Bis dahin war Art. 31 Abs. 1 für die Signalfarbe massgebend. Dort wurde festgelegt, dass alle Hinweissignale blau (mit einigen Ausnahmen betreffend Nebenstrassen o. ä.) sein müssen. Auf 1972 wurde besagter Absatz ergänzt mit der Bestimmung, das Autostrassen- und Autobahnen-Signale (Signale 301–304) hiervon ausgenommen sind. Für die Autobahn- und Autostrassensignale wurde dafür ein neuer Artikel, Art. 69bis, eingeführt. Im neuen Artikel wurde bestimmt, welche Signale oder Signalelemente einen grünen Hintergrund haben müssen.
Mit der Revision wurde nicht nur die Farbe «grün» festgelegt, die heutigen Autobahn- und Autostrassensignale, so wie sie heute (2017) noch in Verwendung sind, wurden auf dieses Datum hin eingeführt (Vorwegweiser, Verzweigungstafel, Ausfahrtafel usw.).
Diese Anpassungen geschahen im Rahmen des Bundesratsbeschlusses betreffend Änderung der Verordnung über die Strassensignalisation vom 17. November 1971: Liechtenstein übernahm mangels Autobahnen oder Autostrassen diese Novelle nicht in ihre SSV.
Auf 1972 wurde eine neue Schriftart eingeführt, die SNV-Schiftart.

#### Aufgehobene Signale

Auf den 1. Januar 1972 aufgehobene Signale
339 Fahrstreifentafel
351 Ausfahrttafel
352 Trennungstafel
353 Bestätigungstafel
354 Ankündigungstafel auf Autobahnen und Autostrassen
355 Vorwegweiser auf Autobahnen und Autostrassen
356 Wegweiser auf Autobahnen und Autostrassen

#### Neu eingeführte Signale

Auf den 1. Januar 1972 neu eingeführte Signale
339 Fahrstreifentafel
350 Ankündigungstafel
351 Verzweigungstafel
352 Vorwegweiser bei Anschlüssen auf Autobahnen und Autostrassen
353 Vorwegweiser 1000 vor Verzweigungen von Autobahnen und Autostrassen
354 Vorwegweiser 500 vor Verzweigungen von Autobahnen und Autostrassen
355 Wegweiser auf Autobahnen und Autostrassen
356 Ausfahrtstafel
357 Trennungstafel
358 Bestätigungstafel
359 Hinweis auf Polizeistützpunkte
360 Hinweis auf Notrufsäulen

#### Angepasste Signale

Auf den 1. Januar 1972 angepasste Signale
301 Autobahn (alt)
301 Autobahn (neu)
302 Ende der Autobahn (alt)
302 Ende der Autobahn (neu)
303 Autostrasse (alt)
303 Autostrasse (neu)
304 Ende der Autostrasse (alt)
304 Ende der Autostrasse (neu)

### 1. August 1975 (AS 1975 1216)
Folgende Anpassung in der Verordnung über die Strassensignalisation wurde mit Beschluss vom 28. Mai 1975 auf den 1. Juli 1975 neu eingeführt: Liechtenstein übernahm diese Anpassungen ebenfalls.

Auf den 1. August 1975 neu eingeführte Signale
236a Busfahrbahn
236b Busfahrbahn (1)
236b Busfahrbahn (2)
407a Radstreifen
407b Busstreifen

Die Regel, dass Radstreifen durch eine gelbe, ununterbrochene Linie abgegrenzt werden, existierte bereits in der Erstverfassung der Verordnung 1963 (Art. 53 Abs. 3), das entsprechende Signal 407b wurde aber erst 1975 hinzugefügt.